# GoPro Karma

GoPro

GoPro Karma — квадрокоптер фирмы GoPro, предназначенный для любительской фото- и видеосъёмки. Имеет складную конструкцию.
Был анонсирован 23 октября 2016 года.

## История

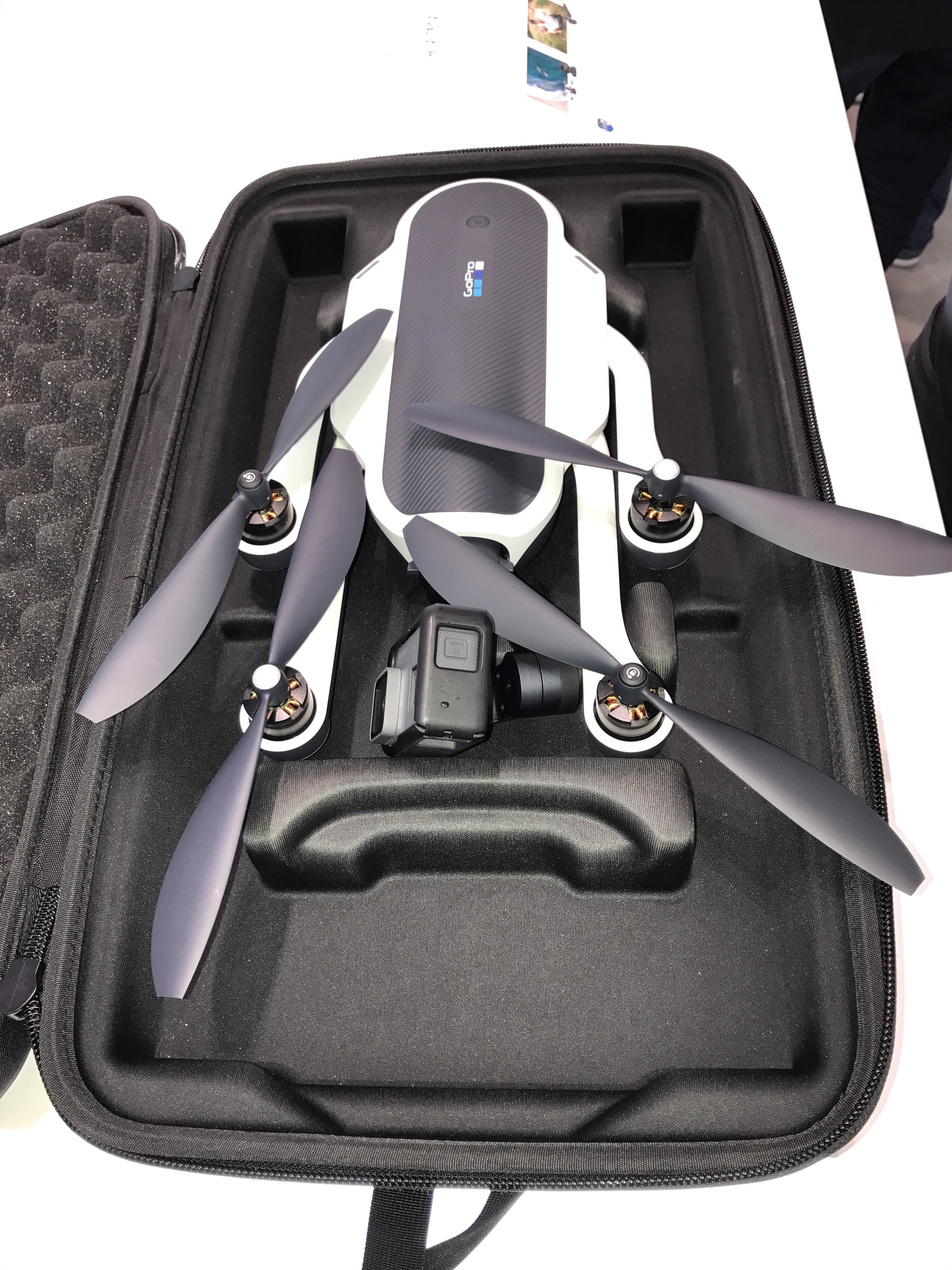
GoPro Karma в рюкзаке из комплекта поставки

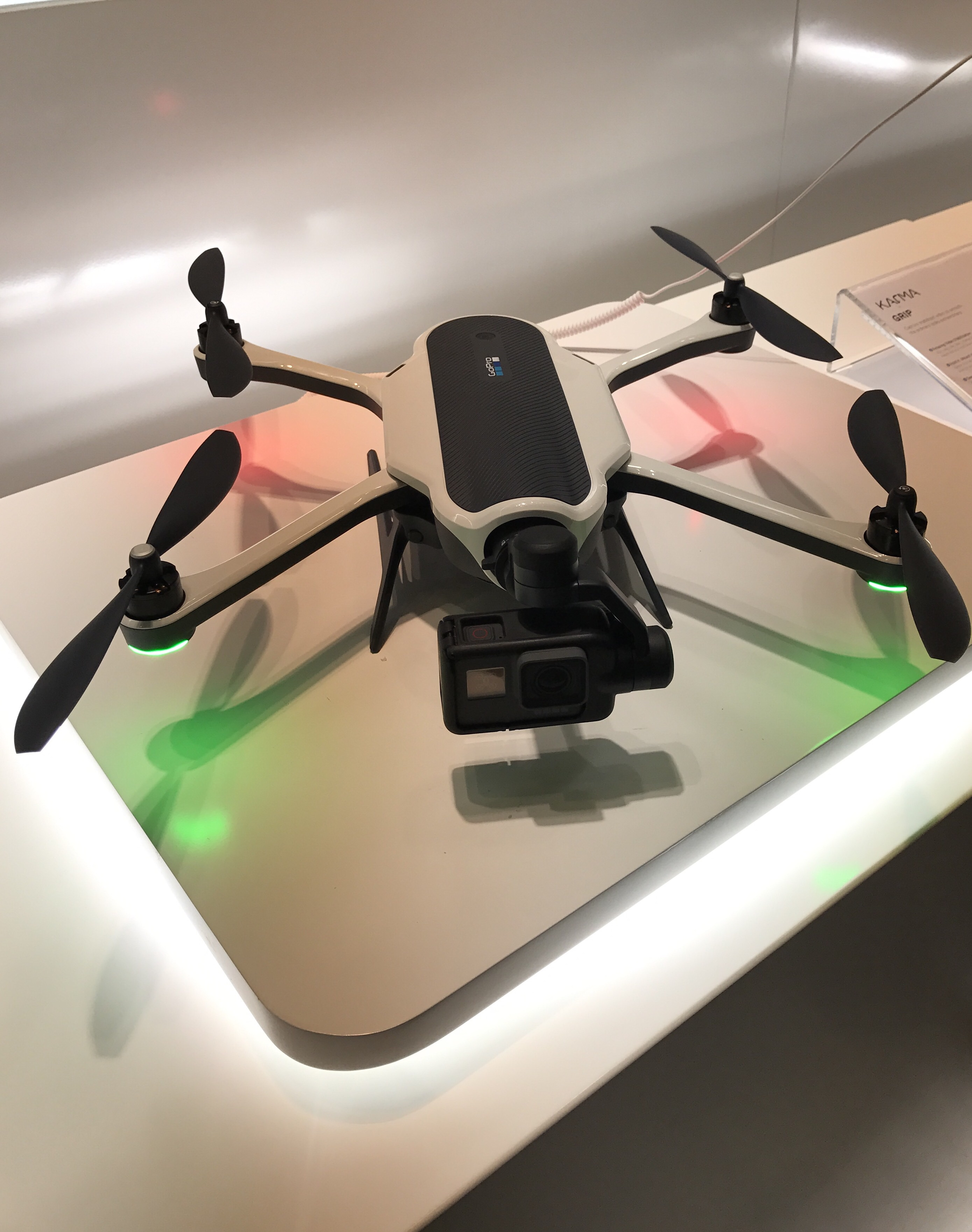
GoPro Karma вместе с камерой Hero 5 black

Первые упоминания в прессе о проекте дрона от GoPro появились весной 2015 года. Однако ещё в 2014 году компания вела переговоры с DJI, чтобы та выпускала собственные квадрокоптеры под маркой GoPro. Но тогда результатов добиться не удалось. Позже была предпринята попытка заключить аналогичный договор с 3D Robotics (3DR), при этом планировалось использовать контроллеры компании 3DR. После вторых неудачных переговоров в середине 2015 года GoPro решила взяться за полностью самостоятельную разработку.
Задолго до появления Karma в продаже на официальном сайте компании появился тизер, снятый на проектируемый дрон. По заявлениям GoPro квадрокоптер должен был быть анонсирован в начале 2016 года, однако сроки премьеры несколько раз отодвигались. Презентация продукта состоялась 23 октября 2016 года.

## Особенности
GoPro Karma развивает скорость полёта до 54 км/ч, максимальная высота полёта составляет 4,5 км. При этом продолжительность полёта не превышает 20 минут. А дальность полёта от точки взлёта ограничена 1 км.
Сменный аккумулятор имеет ёмкость 5100 мА/ч. На пульте управления, который работает до 4 часов, имеется встроенный сенсорный HD-дисплей с диагональю 5 дюймов.

## Grip
Существует возможность снять подвес с квадрокоптера, закрепить на штативе GoPro Karma Grip и использовать эту систему как электронный стедикам, работы которой от одного аккумулятора хватает на 1 час. Отдельно от комплекта такая система стабилизации в США стоит 300 долларов.

## Совместимость
GoPro Karma поддерживает работу с камерами GoPro 5 Black, GoPro 5 Session, GoPro 4 Black и Silver.

## Происшествия
В конце октября 2016 года через несколько дней после старта продаж появилось несколько сообщений о нарушениях работы системы электропитания дрона во время полёта. Из-за чего несколько квадрокоптеров разбились о землю. Никто не пострадал. 8 ноября 2016 года GoPro решила остановить продажи Karma. Все реализованные дроны в количестве около 2500 штук были отозваны с возвратом денег владельцам и компенсацией в виде бесплатной камеры GoPro 5 Black Edition. В конце ноября компания объявила о шагах, направленных на сокращение расходов. Планируется закрыть отдел, занимающийся созданием развлекательных материалов и каналов, а также уволить 200 сотрудников, что составляет более 10% от общего штата.
После ряда таких инцидентов Правительство США и стран Евросоюза ввело запрет на полёты дронов в некоторых зонах, таких как аэропорты
.

## Цена
Стоимость GoPro Karma в США на 23 октября 2016 года в минимальной комплектации составила 799 долларов. В данный набор камера не входит.
Комплект GoPro Karma и Hero 5 Session стоит 999 долларов.
Комплект GoPro Karma и Hero 5 Black Edition стоит 1099 долларов.

## Комплект
- Квадрокоптер
- Пульт управления
- Подвес с рамкой для закрепления и стабилизации камеры на дроне
- Ручка Karma Grip, которую можно использовать отдельно от дрона как систему стабилизации
- Кольцо-адаптер для крепления Karma Grip к другим держателям
- 6 пропеллеров
- Кейс для переноски
- Аккумулятор
- Зарядное устройство

## Конкуренты
- DJI Mavic — $999,00. Самый компактный квадрокоптер DJI на то время
- DJI Phantom
- Xiaomi Mi Drone
- 3DR Solo
- Yuneec Typhoon H
- Autel X-Star Premium
- Parrot AR.Drone — квадрокоптер французской фирмы Parrot